# Zeche Neumühl

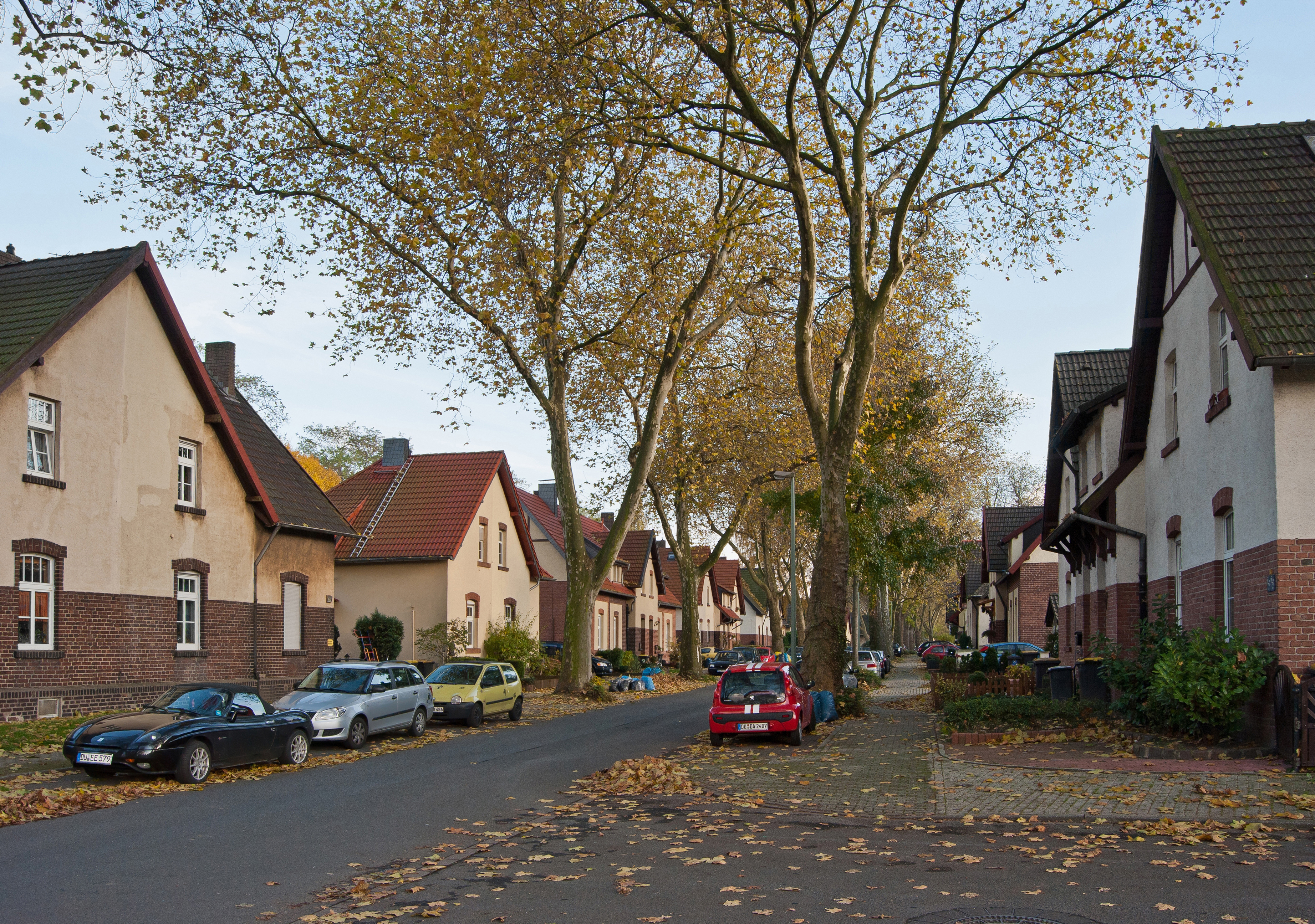
Zechensiedlung Bergmannsplatz

Die Zeche Neumühl war ein Steinkohlen-Bergwerk in Duisburg.

## Geschichte
1867 wurde durch die Gewerkschaft Deutscher Kaiser ein umfangreicher Grubenfeldbesitz im Bereich des heutigen Duisburger Nordens gemutet. Dieser Felderbesitz wurde in mehrere einzelne Gewerkschaften geteilt, die sich jeweils separat voneinander entwickelten. Der östliche Teil firmierte unter dem Namen Gewerkschaft des Steinkohlenbergwerkes Neumühl und lag im Bereich der Gemarkung Neumühl zwischen der Emscher und dem Rhein-Herne-Kanal.
1890 ging der gesamte Besitz an Kuxen der Gewerkschaft in den Besitz der Familie Haniel über. Diese entschloss sich, das Gelände zu erschließen und eine Schachtanlage niederzubringen. Das Abteufen des ersten Schachtes begann 1893 und wurde 1897 abgeschlossen. 1897 wurde 80 m östlich von Schacht 1 der Schacht 2 angesetzt, der 1899 in Förderung ging. Gleichzeitig wurde auf der Schachtanlage 1/2 eine Kokerei in Betrieb genommen.
Bereits 1902 überschritt die Kohlenförderung die Grenze von 1 Mio. t pro Jahr. Um das relativ kleine, aber ergiebige Grubenfeld besser aufzuschließen, wurde von 1904 bis 1906 Schacht 3 am westlichen Feldesende niedergebracht. Er ging zunächst als Wetterschacht in Betrieb und wurde später zum Förderschacht ausgebaut.
In der Folge wurden noch die folgenden Nebenschächte niedergebracht:
- Spülschacht 1 im südlichen Feldesbereich von 1908 bis 1910.[1]

```
Dieser wurde 1915 mit einem 
Fördergerüst
 versehen und als Seilfahrtschacht ausgebaut. Danach wurde dieser Schacht als Schacht 5 geführt.
```

- Schacht 4 im östlichen Feldesbereich von 1910 bis 1912. Er wurde 1912 mit einem gemauerten Förderturm versehen.
- Schacht 6 im südöstlichen Feldesbereich von 1913 bis 1915. Er diente ausschließlich der Wetterführung.

In den 1920er Jahren wurde der Schacht 5 an die Zeche Friedrich Thyssen 4/8 dauerhaft abgegeben, um dieser als Seilfahrtschacht zu dienen. Im Gegenzug erhielt die Zeche Neumühl Abbaurechte im nordwestlichen Bereich von Neumühl. 1925 wurde die Kohlenförderung auf Schacht 3 eingestellt. Er diente weiterhin als externer Seilfahrt- und Materialschacht.
In den 1930er Jahren wurden die Fördergerüste Schacht 1 und 2 nacheinander erneuert und den höheren Anforderungen angepasst. Die Förderung erreichte 1938 mit 1,6 Mio. t jährlich einen neuen Höchststand.
Im Jahre 1951 erfolgte die Umwandlung der Gewerkschaft Neumühl in die Neumühl-AG für Bergbau und Industrie. An dieser Aktiengesellschaft hatte die Rheinpreußen AG die Aktienmehrheit.

## Stilllegung
Nach einsetzender Kohlekrise sollten die Absatzschwierigkeiten durch einen Einschichtbetrieb zunächst bewältigt werden. Rentabilitätsfragen sowie eine neue Prämierung der Stilllegung von Förderkapazitäten führten zu einer Stilllegung der Zeche Neumühl im Jahre 1962. Im Anschluss erfolgte das Ausrauben der Grubenbaue sowie der Abbruch der Tagesanlagen.
Auf dem Gelände der Zeche Neumühl 1/2 befindet sich heute der Gewerbepark Neumühl.
Die Werkssiedlung Neumühl 1/2 wurde in den Anschlussjahren zu 60 % abgerissen und durch eine Wohnblockbebauung ersetzt. Erst 1971 wurde durch eine Bürgerinitiative der Erhalt der verbliebenen Altbebauung durchgesetzt.